# Louis Camille Maillard

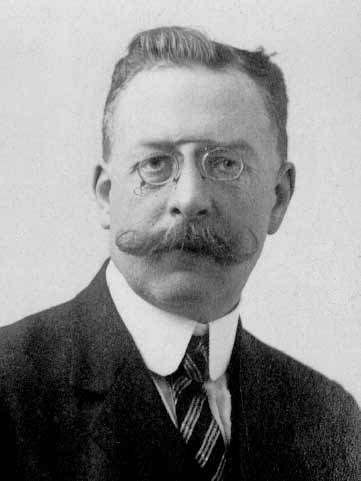
Louis Camille Maillard

Louis Camille Maillard (* 4. Februar 1878 in Pont-à-Mousson; † 12. Mai 1936 in Paris) war ein französischer Mediziner und Chemiker. 
Aufgrund brillanter Schulleistungen wurde ihm bereits mit 16 Jahren gestattet, an der Universität Nancy zu studieren. An der medizinischen Fakultät der Sorbonne in Paris entstanden seine Arbeiten zur Physiologie, insbesondere zur Urinanalyse in der Diagnose von Nierenkrankheiten. 1914 erhielt er den Preis der französischen Akademie für Medizin. Im Ersten Weltkrieg diente er als Soldat. Sein Gesundheitszustand verschlechterte sich während dieser Zeit, und 1919 ging er an die Fakultät für Medizin und Pharmazie der Universität Algier, stellte dort aber seine Forschungsaktivitäten ein.
Er ist bis heute durch seine ab 1912 betriebenen Studien zur Reaktion von Aminosäuren mit Zuckern international bekannt. Die nach ihm benannte Maillard-Reaktion ist für die Bräunung von Lebensmitteln beim Garen und auch die Wirkung von Selbstbräunern mitverantwortlich. Durch die Maillard-Reaktion entsteht eine Vielzahl geruchs- und geschmacksgebender Substanzen, darunter zahlreiche Heterocyclen. Deshalb besitzt sie erhebliche Bedeutung bei der Zubereitung von Speisen und in der Lebensmittelchemie.